# David Nyathi
David Nyathi (Shatale, 22 marzo 1969) è un allenatore di calcio ed ex calciatore sudafricano, di ruolo difensore.

## Carriera
Durante la sua breve carriera calcistica ha militato anche in squadre europee tra le quali il Tenerife (Spagna) nella stagione 1996-1997, il San Gallo (Svizzera), per poi approdare al Cagliari nella stagione 1998-1999. Lascia il mondo del calcio dopo un'esperienza nella squadra turca dell'Ankaragücü nel 2000.

## Statistiche

### Cronologia presenze e reti in nazionale
| Cronologia completa delle presenze e delle reti in nazionale ― Sudafrica | Cronologia completa delle presenze e delle reti in nazionale ― Sudafrica | Cronologia completa delle presenze e delle reti in nazionale ― Sudafrica | Cronologia completa delle presenze e delle reti in nazionale ― Sudafrica | Cronologia completa delle presenze e delle reti in nazionale ― Sudafrica | Cronologia completa delle presenze e delle reti in nazionale ― Sudafrica | Cronologia completa delle presenze e delle reti in nazionale ― Sudafrica | Cronologia completa delle presenze e delle reti in nazionale ― Sudafrica |
| Data                                                                     | Città                                                                    | In casa                                                                  | Risultato                                                                | Ospiti                                                                   | Competizione                                                             | Reti                                                                     | Note                                                                     |
| ------------------------------------------------------------------------ | ------------------------------------------------------------------------ | ------------------------------------------------------------------------ | ------------------------------------------------------------------------ | ------------------------------------------------------------------------ | ------------------------------------------------------------------------ | ------------------------------------------------------------------------ | ------------------------------------------------------------------------ |
| 7-7-1992                                                                 | Durban                                                                   | Sudafrica                                                                | 1 – 0                                                                    | Camerun                                                                  | Amichevole                                                               | -                                                                        |                                                                          |
| 9-7-1992                                                                 | Città del Capo                                                           | Sudafrica                                                                | 1 – 2                                                                    | Camerun                                                                  | Amichevole                                                               | -                                                                        |                                                                          |
| 11-7-1992                                                                | Johannesburg                                                             | Sudafrica                                                                | 2 – 2                                                                    | Camerun                                                                  | Amichevole                                                               | -                                                                        |                                                                          |
| 16-8-1992                                                                | Harare                                                                   | Zimbabwe                                                                 | 4 – 1                                                                    | Sudafrica                                                                | Qual. Coppa d'Africa 1994                                                | -                                                                        | 38’                                                                      |
| 30-8-1992                                                                | Johannesburg                                                             | Sudafrica                                                                | 0 – 1                                                                    | Zambia                                                                   | Qual. Coppa d'Africa 1994                                                | -                                                                        |                                                                          |
| 10-1-1993                                                                | Gaborone                                                                 | Botswana                                                                 | 0 – 2                                                                    | Sudafrica                                                                | Amichevole                                                               | -                                                                        | 80’                                                                      |
| 24-4-1993                                                                | Johannesburg                                                             | Sudafrica                                                                | 1 – 1                                                                    | Zimbabwe                                                                 | Qual. Coppa d'Africa 1994                                                | -                                                                        |                                                                          |
| 25-7-1993                                                                | Belle Vue Maurel                                                         | Mauritius                                                                | 1 – 3                                                                    | Sudafrica                                                                | Qual. Coppa d'Africa 1994                                                | -                                                                        |                                                                          |
| 24-4-1994                                                                | Mmabatho                                                                 | Sudafrica                                                                | 1 – 0                                                                    | Zimbabwe                                                                 | Amichevole                                                               | -                                                                        |                                                                          |
| 10-5-1994                                                                | Johannesburg                                                             | Sudafrica                                                                | 2 – 1                                                                    | Zambia                                                                   | Amichevole                                                               | -                                                                        | 79’                                                                      |
| 26-11-1994                                                               | Pretoria                                                                 | Sudafrica                                                                | 2 – 1                                                                    | Ghana                                                                    | Amichevole                                                               | -                                                                        | Ammonizione                                                              |
| 30-11-1994                                                               | Port Elizabeth                                                           | Sudafrica                                                                | 0 – 0                                                                    | Costa d'Avorio                                                           | Amichevole                                                               | -                                                                        |                                                                          |
| 4-12-1994                                                                | Johannesburg                                                             | Sudafrica                                                                | 1 – 1                                                                    | Camerun                                                                  | Amichevole                                                               | -                                                                        |                                                                          |
| 24-11-1995                                                               | Mmabatho                                                                 | Sudafrica                                                                | 2 – 0                                                                    | Egitto                                                                   | Amichevole                                                               | -                                                                        |                                                                          |
| 26-11-1995                                                               | Johannesburg                                                             | Sudafrica                                                                | 2 – 0                                                                    | Zimbabwe                                                                 | Amichevole                                                               | -                                                                        |                                                                          |
| 15-12-1995                                                               | Johannesburg                                                             | Sudafrica                                                                | 0 – 0                                                                    | Germania                                                                 | Amichevole                                                               | -                                                                        |                                                                          |
| 13-1-1996                                                                | Johannesburg                                                             | Sudafrica                                                                | 3 – 0                                                                    | Camerun                                                                  | Coppa d'Africa 1996 - 1º turno                                           | -                                                                        |                                                                          |
| 20-1-1996                                                                | Johannesburg                                                             | Sudafrica                                                                | 1 – 0                                                                    | Angola                                                                   | Coppa d'Africa 1996 - 1º turno                                           | -                                                                        |                                                                          |
| 24-1-1996                                                                | Johannesburg                                                             | Sudafrica                                                                | 0 – 1                                                                    | Egitto                                                                   | Coppa d'Africa 1996 - 1º turno                                           | -                                                                        |                                                                          |
| 15-6-1996                                                                | Johannesburg                                                             | Sudafrica                                                                | 3 – 0                                                                    | Malawi                                                                   | Qual. Mondiali 1998                                                      | -                                                                        |                                                                          |
| 18-9-1996                                                                | Durban                                                                   | Sudafrica                                                                | 2 – 0                                                                    | Australia                                                                | Amichevole                                                               | -                                                                        | 63’                                                                      |
| 21-9-1996                                                                | Pretoria                                                                 | Sudafrica                                                                | 0 – 0                                                                    | Ghana                                                                    | Amichevole                                                               | -                                                                        |                                                                          |
| 10-11-1996                                                               | Johannesburg                                                             | Sudafrica                                                                | 1 – 0                                                                    | Zaire                                                                    | Qual. Mondiali 1998                                                      | -                                                                        | 83’                                                                      |
| 11-1-1997                                                                | Lusaka                                                                   | Zambia                                                                   | 0 – 0                                                                    | Sudafrica                                                                | Qual. Mondiali 1998                                                      | -                                                                        |                                                                          |
| 6-4-1997                                                                 | Pointe-Noire                                                             | Rep. del Congo                                                           | 2 – 0                                                                    | Sudafrica                                                                | Qual. Mondiali 1998                                                      | -                                                                        | 72’                                                                      |
| 27-4-1997                                                                | Lomé                                                                     | Zaire                                                                    | 1 – 2                                                                    | Sudafrica                                                                | Qual. Mondiali 1998                                                      | -                                                                        |                                                                          |
| 15-11-1997                                                               | Düsseldorf                                                               | Germania                                                                 | 3 – 0                                                                    | Sudafrica                                                                | Amichevole                                                               | -                                                                        |                                                                          |
| 15-12-1997                                                               | Riad                                                                     | Sudafrica                                                                | 0 – 1                                                                    | Emirati Arabi Uniti                                                      | Conf. Cup 1997 - 1º turno                                                | -                                                                        | 46’                                                                      |
| 17-12-1997                                                               | Riyad                                                                    | Uruguay                                                                  | 4 – 3                                                                    | Sudafrica                                                                | Conf. Cup 1997 - 1º turno                                                | -                                                                        |                                                                          |
| 24-1-1998                                                                | Windhoek                                                                 | Namibia                                                                  | 3 – 2 dts                                                                | Sudafrica                                                                | Qual. COSAFA Cup 1998                                                    | -                                                                        |                                                                          |
| 8-2-1998                                                                 | Bobo-Dioulasso                                                           | Sudafrica                                                                | 0 – 0                                                                    | Angola                                                                   | Coppa d'Africa 1998 - 1º turno                                           | -                                                                        |                                                                          |
| 11-2-1998                                                                | Bobo-Dioulasso                                                           | Sudafrica                                                                | 1 – 1                                                                    | Costa d'Avorio                                                           | Coppa d'Africa 1998 - 1º turno                                           | -                                                                        |                                                                          |
| 16-2-1998                                                                | Bobo-Dioulasso                                                           | Sudafrica                                                                | 4 – 1                                                                    | Namibia                                                                  | Coppa d'Africa 1998 - 1º turno                                           | -                                                                        |                                                                          |
| 22-2-1998                                                                | Ouagadougou                                                              | Marocco                                                                  | 1 – 2                                                                    | Sudafrica                                                                | Coppa d'Africa 1998 - Quarti di finale                                   | 1                                                                        | 77’                                                                      |
| 25-2-1998                                                                | Ouagadougou                                                              | RD del Congo                                                             | 1 – 2 dts                                                                | Sudafrica                                                                | Coppa d'Africa 1998 - Semifinale                                         | -                                                                        | 40’ 46’                                                                  |
| 20-5-1998                                                                | Johannesburg                                                             | Sudafrica                                                                | 1 – 1                                                                    | Zambia                                                                   | Amichevole                                                               | -                                                                        | 86’                                                                      |
| 25-5-1998                                                                | Buenos Aires                                                             | Argentina                                                                | 2 – 0                                                                    | Sudafrica                                                                | Amichevole                                                               | -                                                                        | 24’                                                                      |
| 6-6-1998                                                                 | Baiersbronn                                                              | Sudafrica                                                                | 1 – 1                                                                    | Islanda                                                                  | Amichevole                                                               | -                                                                        | 65’                                                                      |
| 12-6-1998                                                                | Marsiglia                                                                | Francia                                                                  | 3 – 0                                                                    | Sudafrica                                                                | Mondiali 1998 - 1º turno                                                 | -                                                                        |                                                                          |
| 18-6-1998                                                                | Tolosa                                                                   | Sudafrica                                                                | 1 – 1                                                                    | Danimarca                                                                | Mondiali 1998 - 1º turno                                                 | -                                                                        | 28’ 88’                                                                  |
| 24-6-1998                                                                | Bordeaux                                                                 | Sudafrica                                                                | 2 – 2                                                                    | Arabia Saudita                                                           | Mondiali 1998 - 1º turno                                                 | -                                                                        |                                                                          |
| 28-4-1999                                                                | Copenaghen                                                               | Danimarca                                                                | 1 – 1                                                                    | Sudafrica                                                                | Amichevole                                                               | -                                                                        | Ammonizione                                                              |
| 5-6-1999                                                                 | Durban                                                                   | Sudafrica                                                                | 2 – 0                                                                    | Mauritius                                                                | Qual. Coppa d'Africa 2000                                                | -                                                                        |                                                                          |
| 16-6-1999                                                                | Johannesburg                                                             | Sudafrica                                                                | 0 – 1                                                                    | Zimbabwe                                                                 | Amichevole                                                               | -                                                                        |                                                                          |
| 20-6-1999                                                                | Luanda                                                                   | Angola                                                                   | 2 – 2                                                                    | Sudafrica                                                                | Qual. Coppa d'Africa 2000                                                | -                                                                        |                                                                          |
| Totale                                                                   |                                                                          | Presenze                                                                 | 45                                                                       |                                                                          | Reti                                                                     | 1                                                                        |                                                                          |

## Palmarès

### Nazionale
- Coppa d'Africa: 1

Sudafrica 1996